# Боряна Балин
Боряна Балин е българска писателка и преводач.

## Биография
Родена е на 11 януари 1956 г. Завършила е английска филология в София. Живее във Финландия, но пребивава често в България. Превела е единствената официална биография на Ролинг Стоунс (издателство Еднорог). Превеждала е автори като Айрис Мърдок и Мика Валтари.
Дебютната ѝ книга (популярна сред любителите на българското фентъзи) се нарича „Вечният конник“, роман чийто жанр е смесица между история и фентъзи. Има публикувани разкази в поредицата „Фантастика през 100 очи“ на издателство Аргус. Има и публикации на английски език – разкази и поезия.